# Charruodon
Charruodon é um gênero extinto de sinapsídeo que existiu no Brasil, durante o período Triássico. É colocado em seu próprio gênero, Charruodon. Apenas um exemplar é conhecido, e de procedência incerta. Foi descrito por Abdala e Ribeiro, 2000.